# Камышанов, Юрий Филиппович
Юрий Филиппович Камышанов (род. 11 мая 1958) — советский и российский военный деятель, председатель ДОСААФ России.

## Биография
Окончил Ленинградское высшее военно-политическое училище, впоследствии и Военно-политическую академию имени В. И. Ленина, более тридцати лет прослужил в вооружённых силах. Являлся одним из ликвидаторов последствий аварии на Чернобыльской АЭС. Член центрального совета, с 1997 заместитель председателя, представитель в Центральном федеральном округе, председатель Московского областного совета, с декабря 2007 до 28 апреля 2009 председатель ЦС РОСТО (ДОСААФ). Впоследствии снова вошёл в состав центрального совета, однако руководящей должности не получил. Ответственный секретарь и член президиума совета московского Дома ветеранов войн и вооружённых сил.